# Gabriele Falloppio
Gabriele Falloppio (1523 Modena – 9. října 1562 Padova) byl italský anatom a lékař. Známější je pod latinizovaným jménem Fallopius.

## Život
Jeho šlechtický rod byl velmi chudý. Finanční potíže ho přinutily stát se knězem, aby mohl studovat. V roce 1542 se stal kaplanem v katedrále v Modeně. Poté vystudoval medicínu na univerzitě ve Ferraře, v té době jedné z nejlepších lékařských škol v Evropě. V roce 1548 získal titul pod vedením Antonio Musa Brassavoly. Po absolvování učil na různých lékařských školách a poté se stal profesorem anatomie ve Ferraře (1548). Jedním z jeho slavných studentů byl Girolamo Fabrici. V roce 1548 začal učit na univerzitě v Pise, tehdy nejdůležitější univerzitě v Itálii. V roce 1551 byl pozván k vedení katedry anatomie a chirurgie na univerzitě v Padově. Stal se zde také profesorem botaniky a vedoucím botanické zahrady. Ačkoli zemřel ještě před dovršením čtyřiceti let, získal v oboru anatomie mimořádnou proslulost, zejména díky knize Anatomie, jež vyšla v Benátkách roku 1561.
Zabýval se hlavně anatomií lebky. Rozšířil zvláště lidskou znalost vnitřního ucha a hlavy. Podrobně popsal tympanum a jeho vztahy ke kostnímu kruhu, ve kterém je umístěn, dále slzné kanálky či kosti nosu. Byl první, kdo poukázal na spojení mezi mastoidními buňkami a středním uchem. Studoval též svaly a reprodukční orgány obou pohlaví. Popsal Fallopianovu trubici, která vede z vaječníku do dělohy a nyní nese jeho jméno. Aquæductus Fallopii, kanál, kterým prochází faciální nerv po opuštění sluchového nervu, je také pojmenován po něm. Měl zájem o senzorické systémy v obličeji. Poprvé popsal obličejový kanál a Fallopian hiatus.
Jeho příspěvky k praktické medicíně se často také týkaly hlavy. Jako první použil speculum (zrcadlo) pro diagnostiku a léčbu onemocnění ucha. Ve své byl též považován za autoritu v oblasti sexuality. Jako první popsal kondom (plátěný) a obhajoval jeho použití, aby se zabránilo přenosu syfilisu. Testoval kondom klinicky u 1100 mužů. Jedním z jeho vědeckých omylů bylo, když vylučoval možnost existence fosilií. Nalezené zkameněliny považoval za výsledky kvašení. Publikoval pojednání o vředech a nádorech či o lázních a termálních vodách. Žádná z těchto prací, s výjimkou zmíněné Anatomie, však nebyla nikdy vydána. Dnes jsou všechny tyto texty ztraceny, lze je však částečně rekonstruovat z rukopisů jeho přednášek a poznámek jeho studentů.